# Daniel Flodström
Daniel Flodström, född cirka 1755, död 1809, var en svensk bergsman och riksdagsman.

## Biografi
Daniel Flodström var riksdagsman i borgarståndet för Falu bergslags valdistrikt vid riksdagarna 1789 och 1792.